# Quatre sergents de La Rochelle

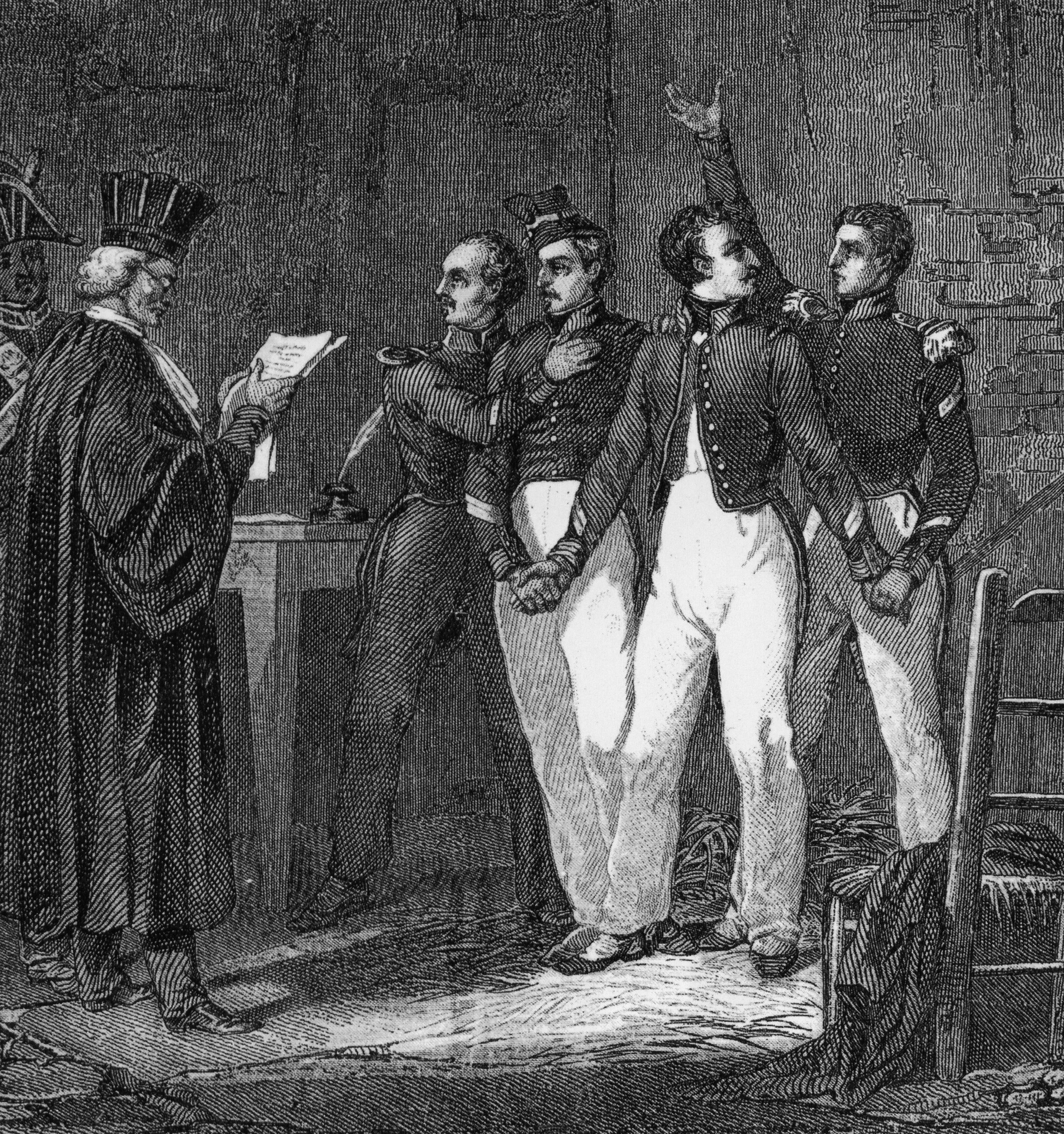
Les quatre sergents de La Rochelle peu avant leur exécution (gravure du XIXe siècle).

Les quatre sergents de La Rochelle sont des jeunes soldats français bonapartistes, accusés sous la Restauration d'avoir voulu renverser la monarchie. Ils ont été guillotinés, en place de Grève, le 21 septembre 1822.

## Les comploteurs bonapartistes
Le 45e régiment d'infanterie de ligne, formé à Chartres en 1816, est dirigé par le colonel Toustain, un ancien émigré, qui remplace tous les anciens capitaines de l’Empire par des royalistes. Les sous-officiers, nostalgiques de la Grande Armée napoléonienne, lui sont très hostiles. Dès 1821, sous la Restauration, le 45e régiment d’infanterie en garnison à Paris inquiète les autorités militaires et civiles à cause de son esprit antiroyaliste. En particulier, les soldats refusent de crier « Vive le Roi ». Aussi, afin de couper le régiment des mauvaises influences politiques (la caserne se situe en plein Quartier latin de Paris, où les étudiants entretiennent la contestation), il est transféré à La Rochelle en janvier 1822.
Comme nombre de militaires hostiles à la Restauration monarchique, quatre jeunes sergents nommés Jean-François Bories, Jean-Joseph Pomier, Marius-Claude Raoulx et Charles Goubin, âgés respectivement de 26, 25, 24 et 20 ans, ont fondé dans leur unité une vente de carbonari.
Jean-François Bories, qui avait du charisme, recrute parmi les sous-officiers et soldats et se réunissent au cabaret « Au Roi Clovis » situé no 25 rue Descartes. Avant le départ pour La Rochelle, la plupart des sous-officiers du régiment appartiennent à la charbonnerie. Ils sont prêts pour l’insurrection, car ils sont sûrs que leurs hommes les suivront. Quelque peu imprudents par leurs propos, les quatre compagnons sont repérés. Sur la route, à Orléans, Bories, provoqué dans une rixe par des soldats suisses, est mis aux arrêts au moment où on a le plus besoin de lui. L’insurrection est repoussée. Fait inhabituel pour une simple rixe, à son arrivée à La Rochelle, Bories est incarcéré à la tour de la Lanterne (tour des Quatre Sergents). L’insurrection du général Berton, en direction de Saumur, commence le 23 février, sans l’appui du 45e régiment. L’échec du général Berton sème le doute chez certains affiliés de la charbonnerie du 45e. En mars, le sergent-major Pomier qui, en l’absence de Bories, a pris le commandement de la vente, est arrêté à son tour. Le sergent Auguste Goupillon l’aide à s’évader quelques heures pour un rendez-vous secret avec le général Berton, en fuite. Seulement Goupillon est repéré, on fait pression sur lui, le menaçant de mort. Il finit par livrer une confession écrite minimaliste, mais qui suffit à faire arrêter les principaux carbonari du régiment.

## Pour l’exemple
Le procès se déroule du 21 août au 5 septembre 1822. C'est la cour d’assises de la Seine qui a été saisie de l'affaire au motif que le complot y a pris naissance et que plusieurs accusés résident à Paris. Au total, 25 accusés sont présents, les quatre sergents et 21 complices, dont des carbonari civils.
Comme ils en ont fait solennellement serment lors de leur adhésion, les principaux accusés refusent de dénoncer leurs chefs, malgré les pressions et les promesses de grâce. Ils paient donc pour ces derniers, au premier rang desquels figure le célèbre marquis de La Fayette (1757-1834). Faute de mieux, l’avocat général se contente d’évoquer par de transparentes allusions ces hauts responsables de la Charbonnerie qui, dans l’ombre, tirent les ficelles d’une insurrection dont ils espèrent bien profiter sans prendre de risques :

« Où sont-ils ces seigneurs qui, dans l’insolence de leur turbulente aristocratie, disent à leurs serviteurs : – Allez tenter pour nous les hasards d’une insurrection dont nous sommes les actionnaires ! Nous paraîtrons au signal de vos succès… Si vous succombez dans une agression tumultueuse, nous vous érigerons, à grand bruit, des tombeaux ! »

Accusés de complot, les quatre sergents, Bories, Pomier, Goubin et Raoulx sont condamnés à mort. Pour les autres conjurés, trois sont condamnés à cinq ans de prison, un à trois ans, et trois à deux ans. Goupillon est acquitté, en considération de son rôle de dénonciateur. Selon l'usage, les condamnés à mort sont transférés à Bicêtre avant leur exécution. Ils y sont particulièrement surveillés par l'inspecteur général des prisons royaliste Vincent Bonneau, pour déjouer un possible projet d'évasion . Ce projet d’évasion existe. La Fayette a réuni 70 000 francs pour corrompre le directeur de la prison, mais le projet est éventé. Finalement, les quatre militaires ne peuvent échapper au supplice et sont guillotinés le 21 septembre 1822 en place de Grève à Paris. Jusqu’au bout, ils ont une attitude héroïque qui contribua à leur légende. On leur promet de sauver leur tête s’ils dénoncent leurs chefs ; ils refusent. En montant les marches vers la guillotine, tous crient : « Vive la liberté ! ». Comme ils n'avaient participé à aucune rébellion (seulement une conjuration), les quatre sergents ont été considérés comme des martyrs par l'opinion publique,. La jeunesse romantique exalta le sacrifice des jeunes héros et l’opposition (républicaine et bonapartiste) exploita cette affaire contre le gouvernement de la Restauration.

## Les «martyrs de la liberté»
Des complaintes et des images entretiennent durablement le souvenir idéalisé des jeunes sacrifiés, dont le destin tragique et glorieux a fait des héros populaires : des saints républicains en quelque sorte. On conserve pieusement les traces (quelques gravures témoignant de leur idéal) de leur emprisonnement : à la tour de la Lanterne de la Rochelle (qui finit par porter le nom de tour des Quatre Sergents), à Sainte-Pélagie, puis à Bicêtre. « Aux Quatre Sergents de la Rochelle » : en se rebaptisant ainsi, des cabarets affichent leur opinion. Des mains anonymes fleurissent longtemps l’emplacement du cimetière du Montparnasse, où leurs dépouilles furent transférées en 1830, puis solennellement honorées en 1848 (Deuxième République). Un monument y perpétue leur souvenir (8e division), en bordure de la voie qui porte le nom d'« Allée des Sergents de La Rochelle ». Le 21 septembre 1830 une cérémonie en place de Grève rappela le sacrifice des quatre sergents.
La littérature a contribué à perpétuer le souvenir de cet épisode historique. Honoré de Balzac l'évoque dans La Peau de chagrin, dans Les Employés ou la Femme supérieure, ainsi que dans La Rabouilleuse : 

« … la conspiration jugée, fut, comme on sait, la dernière tentative de l'ancienne armée contre les Bourbons, car le procès des sergents de La Rochelle appartint à un autre ordre d'idées. À partir de 1822, éclairés par le sort de la conspiration du 19 août 1820, par les affaires Berton et Caron, les militaires se contentèrent d'attendre les événements. Cette dernière conspiration, la cadette de celle du 19 août, fut la même, reprise avec de meilleurs éléments. Comme l'autre, elle resta complètement inconnue au Gouvernement royal. Encore une fois découverts, les conspirateurs eurent l'esprit de réduire leur vaste entreprise aux proportions mesquines d'un complot de caserne. Cette conspiration, à laquelle adhéraient plusieurs régiments de cavalerie, d'infanterie et d'artillerie, avait le nord de la France pour foyer. On devait prendre d'un seul coup les places fortes de la frontière. En cas de succès, les traités de 1815 eussent été brisés par une fédération subite de la Belgique, enlevée à la Sainte-Alliance, grâce à un pacte militaire fait entre soldats. Deux trônes s'abîmaient en un moment dans ce rapide ouragan. Au lieu de ce formidable plan conçu par de fortes têtes, et dans lequel trempaient bien des personnages, on ne livra qu'un détail à la Cour des Pairs. »

Dans Melmoth réconcilié, l'un des quatre sergents est incarné dans le personnage de Léon.
Le 20 août 1863, les journaux parisiens signalent la mort d’une femme de 72 ans, surnommée la vieille au bouquet car elle porte toujours quelques fleurs épinglées à son foulard. De la défunte, on sait seulement qu’elle se prénomme Françoise. Pourquoi lui accorder un article ? On dit qu’elle fut la bonne amie d’un des quatre sergents de La Rochelle. Avant de grimper sur l’échafaud, un des condamnés (Bories selon les uns, Raoulx selon les autres) aurait réussi à lui envoyer un bouquet que, toute sa vie, l’inconsolable fiancée renouvela. Chaque jour précise-t-on encore, elle ne manquait d’aller se recueillir sur la tombe du cimetière du Montparnasse, voisin de son domicile.
Pendant la Commune de Paris, près d'un demi-siècle après la décapitation des quatre sergents, des communards se rendirent chez l'ancien sergent Goupillon, celui qui avait sauvé sa tête en dénonçant ses camarades, et l'exécutèrent. Pourtant François Bories, à qui Auguste Goupillon avait avoué son rôle alors qu’ils étaient tous les deux emprisonnés à la Conciergerie, lui avait pardonné. Bories savait que, lui à part, tous les conspirateurs avaient eu un moment de faiblesse et avoué une partie du complot.
Enfin, en mai 1968, des étudiants honorent la tombe de ceux qui, cent quarante six ans plus tôt, furent guillotinés pour haute trahison[réf. nécessaire].

## Iconographie

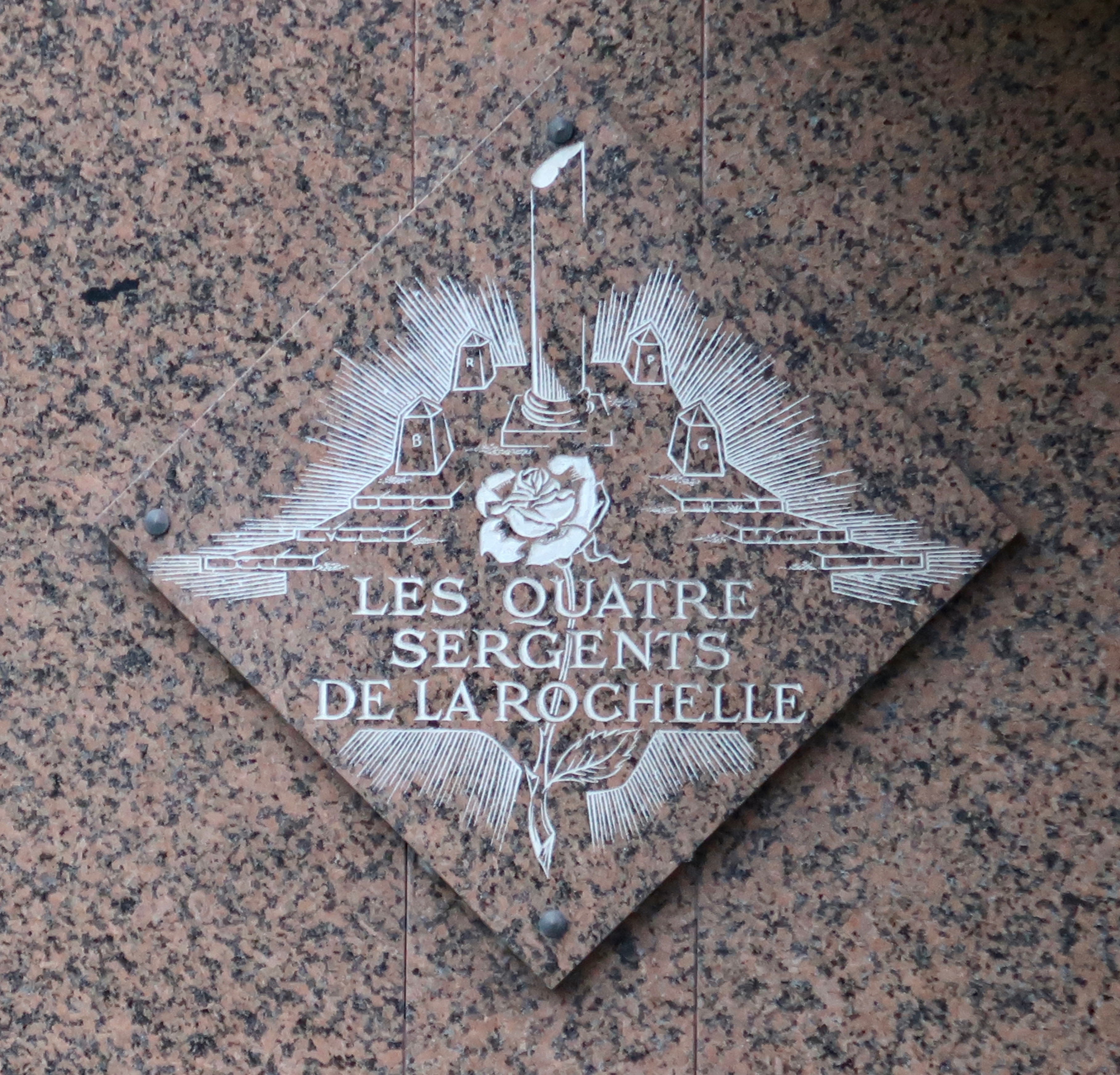
Plaque rue Émile-Richard (14e arrondissement de Paris).

Au XIXe siècle, est publiée une grande quantité de gravures et d'images d’Épinal reproduisant les visages des quatre sergents et leur montée à l'échafaud. Auguste Raffet fait partie des premiers artistes à produire une estampe.
Citons un médaillon tiré en bronze à l'effigie des quatre sergents de La Rochelle qui fut sculpté par David d'Angers en 1844. Un exemplaire en est conservé au musée Carnavalet (ND 5154).
Vers 1960, existait encore le café-restaurant, avec billard, (café au rez-de-chaussée, restaurant au premier étage) Aux Quatre Sergents de La Rochelle, au 3 boulevard Beaumarchais (4e arrondissement de Paris). Un autre café, portant le même nom existait à l'angle de la rue Descartes et de la  rue Clovis à Paris (il a été photographié par Robert Doisneau) sur le lieu même des réunions des quatre sergents historiques (Cf Supra). Des restaurants Aux Quatre sergents existent encore à La Rochelle et à Champigny-sur-Marne.
Une plaque leur rend hommage rue Émile-Richard (non numérotée au début, où se trouve aujourd'hui, commençant au 1 bis boulevard Edgar-Quinet, une marbrerie funéraire) qui traverse le cimetière du Montparnasse.

## Les quatre sergents de La Rochelle dans la littérature

Affiche lithographiée pour une publication en feuilleton dans Le Journal à cinq centimes (1870), récit de Clémence Robert.

- Clémence Robert, Les quatre sergents de la Rochelle, roman historique, Paris, F. Roy, 1876, lire sur Gallica.
- Jules Beaujoint, Les quatre sergents de la Rochelle, Paris, A. Fayard frères, 1890.
- Edmond Ladoucette, Les quatre sergents de La Rochelle, 1907.
- Jean Lucas-Dubreton, Les quatre sergents de La Rochelle, ill. de Jean-Jules Dufour, coll. « Histoires de France », Librairie de Paris — Firmin-Didot & Cie, 1929.
- Frédéric Preney-Declercq, Les Sergents de La Rochelle, 2019[25]

- Jacques-Olivier Boudon, Les quatre sergents de La Rochelle. Le dernier crime de la monarchie, éditions Passé Composé, 2021.
- Une chanson des Frères Jacques est intitulée Les 4 sergents de La Rochelle, elle n'a aucun caractère politique ou historique, c'est plutôt une pochade de style estudiantin à caractère loufoque et non-sensique, les quatre personnages titulaires y apparaissant comme de braves naïfs plutôt que comme des conspirateurs exaltés[26].